# Physiculus sterops
Physiculus sterops är en fiskart som beskrevs av Paulin, 1989. Physiculus sterops ingår i släktet Physiculus och familjen Moridae. Inga underarter finns listade i Catalogue of Life.